# Sainte-Colombe (Doubs)
Sainte-Colombe település Franciaországban, Doubs megyében. Lakosainak száma 482 fő (2022. január 1.). Sainte-Colombe Chaffois, Bannans, Granges-Narboz, La Planée és La Rivière-Drugeon községekkel határos.

## Népesség
A település népessége az elmúlt években az alábbi módon változott:
| Lakosok száma | 152  | 224  | 255  | 264  | 372  | 387  | 409  | 428  | 446  | 482  |
|               | 1968 | 1982 | 1990 | 2006 | 2013 | 2015 | 2017 | 2019 | 2020 | 2022 |